# Федоричева, Мария Александровна
Мария Александровна Федоричева (2 февраля 1895, Жиздра, Калужская губерния — 19 октября 1971, Ленинград) — советская художница, живописец, график, член Ленинградского Союза художников.

## Биография
Федоричева Мария Александровна родилась 2 февраля 1895 года в городе Жиздра Калужской губернии в семье мельника. В 1925 году окончила ленинградский ВХУТЕИН. С 1925 года участвовала в выставках, экспонируя свои работы вместе с произведениями ведущих мастеров изобразительного искусства Ленинграда. Писала пейзажи, натюрморты. В 1926—1932 годах была членом общества «Круг художников». Жена одного из учредителей и председателя общества художника В. В. Пакулина. С 1932 года — член Ленинградского Союза советских художников. Все годы Великой Отечественной войны находилась с мужем в осаждённом Ленинграде. Среди известных работ художницы картины «Воздушная тревога» (1942, ГРМ), «Постройка дзота» (1944), «Натюрморт» (1957) и другие.
Скончалась 19 октября 1971 года в Ленинграде на 77-м году жизни.
Произведения М. А. Федоричевой находятся в Русском музее, в музеях и частных собраниях в России и за рубежом.